# Cloppenburg
Cloppenburg er den største by og administrationssæde i Landkreis Cloppenburg i den tyske delstat Niedersachsen.

## Geografi
Cloppenburg ligger i landskabet Oldenburger Münsterland mellem Osnabrück og Oldenburg. Ud over hovedbyen er der 11 bydele og landsbyer i kommunen: Ambühren, Bethen, Bühren, Emstekerfeld, Galgenmoor, Kellerhöhe, Staatsforsten, Stapelfeld, Sternbusch, Schmertheim og Vahren.